# Коммунистическая партия Эквадора — Красное Солнце
Коммунистическая партия Эквадора — Красное солнце (исп. Partido Comunista de Ecuador – Sol Rojo, PCE-SR), также известная как Пука Инти (на кечуа означает «Красное солнце») — небольшая марксистско-ленинско-маоистская партизанская группа в Эквадоре. Она была основана 1 июня 1993 года. Лидер группы известен под псевдонимом товарищ Хосело. PCE-SR состоит в основном из бывших членов подпольной левой группы ¡Alfaro Vive, Carajo!. Организация следует идеям лидера перуанских коммунистов Абимаэля Гусмана, основателя и давнего председателя Коммунистической партии Перу — Сияющий путь.
Группа протестовала за права трудящихся, а также против усиления бюрократической полиции и вытеснения правительством общин из экономической инфраструктуры, такой как добыча полезных ископаемых. Черпая вдохновение в «Сияющем пути», PCE-SR выступает за захват крестьянами сельскохозяйственных угодий, бойкот выборов и насилие в отношении государственных институтов.